# Clinton (Ohio)
Clinton és una població dels Estats Units a l'estat d'Ohio. Segons el cens del 2000 tenia 1.337 habitants.

## Demografia
Segons el cens del 2000, Clinton tenia 1.337 habitants, 496 habitatges, i 380 famílies. La densitat de població era de 145,4 habitants per km².
Dels 496 habitatges en un 34,1% hi vivien nens de menys de 18 anys, en un 66,3% hi vivien parelles casades, en un 7,7% dones solteres, i en un 23,2% no eren unitats familiars. En el 19,8% dels habitatges hi vivien persones soles el 9,1% de les quals corresponia a persones de 65 anys o més que vivien soles. El nombre mitjà de persones vivint en cada habitatge era de 2,69 i el nombre mitjà de persones que vivien en cada família era de 3,12.
Per edats la població es repartia de la següent manera: un 25,4% tenia menys de 18 anys, un 8,2% entre 18 i 24, un 29,9% entre 25 i 44, un 25,2% de 45 a 60 i un 11,3% 65 anys o més.
L'edat mediana era de 37 anys. Per cada 100 dones de 18 o més anys hi havia 96,5 homes.
La renda mediana per habitatge era de 49.353 $ i la renda mediana per família de 53.438 $. Els homes tenien una renda mediana de 38.047 $ mentre que les dones 26.250 $. La renda per capita de la població era de 23.063 $. Aproximadament el 3,6% de les famílies i el 4,9% de la població estaven per davall del llindar de pobresa.

## Poblacions més properes
El següent diagrama mostra les poblacions més properes.